# نیلی کوچک مرغزار
نیلی کوچک مرغزار (نام علمی: Zizina otis) نام یک گونه از سرده زیزینا است.

## نگارخانه

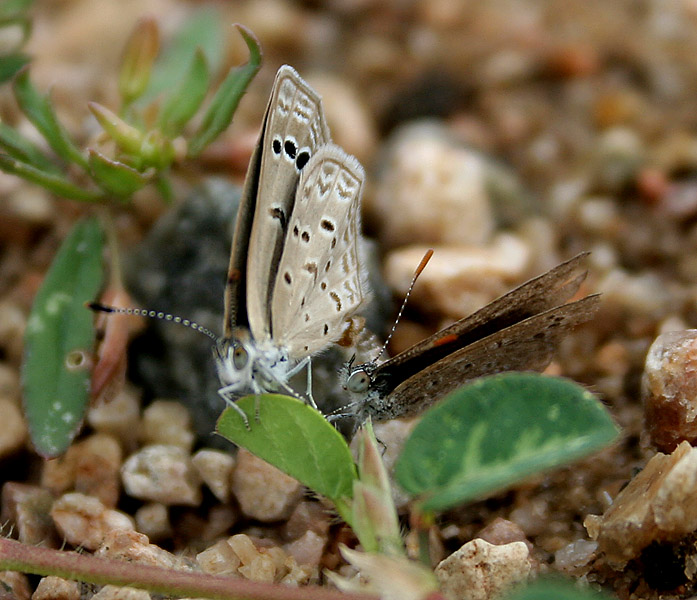
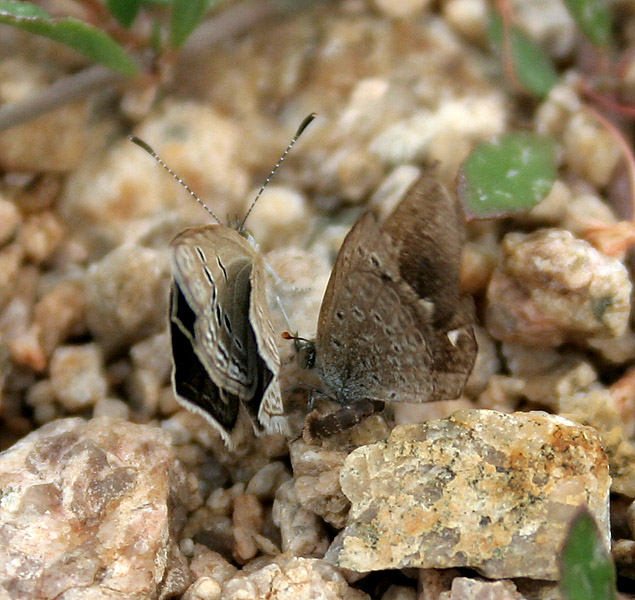
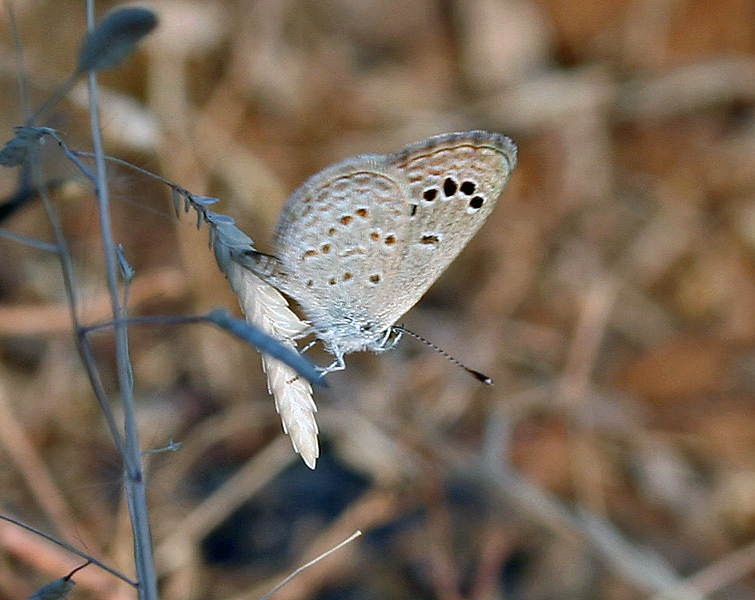
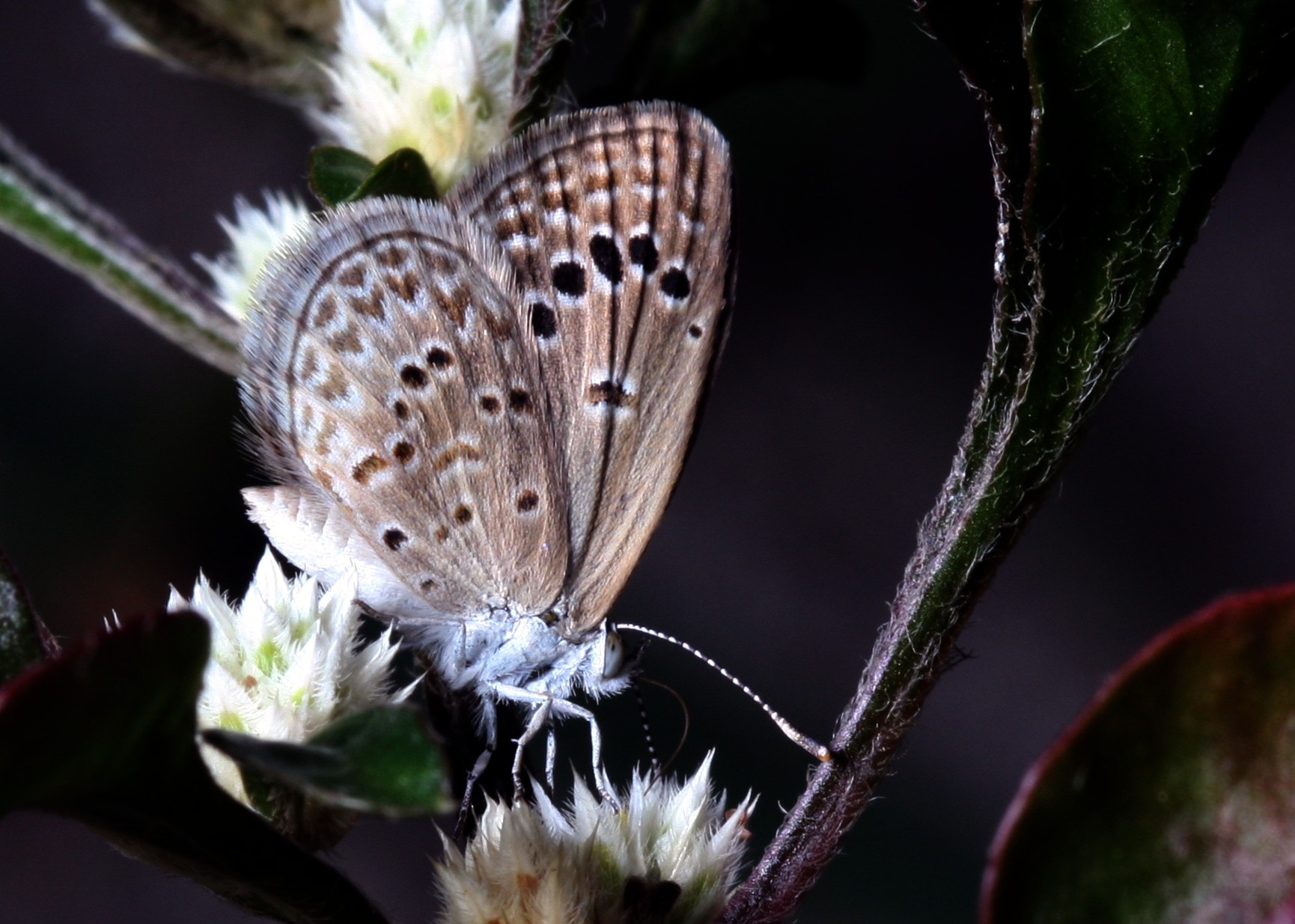